# Иззат Ибрагим ад-Дури
Изза́т Ибраги́м ад-Ду́ри (араб.  عزة إبراهيم الدوري‎, 1 июля 1942, Тикрит (по другим данным, деревня Ад-Дур), Королевство Ирак — 26 октября 2020) — иракский политический и военный деятель, министр внутренних дел Ирака (1974—1979), сват Саддама Хусейна и его заместитель на посту председателя Совета революционного командования (1979—2003) и секретаря партии Баас (1991—2003).
После американской интервенции, захвата и казни Хусейна, Иззат Ибрагим ад-Дури заменил его на посту секретаря партии Баас и стал одним из лидеров вооружённого сопротивления американской оккупации и новому иракскому правительству. 3 октября 2007 года он возглавил объединённый фронт различных баасистских группировок под названием «Высшее командование джихада и освобождения». Периодически выступал с видеообращениями, критикующими новый иракский режим.

## Биография
Иззат ад-Дури родился 1 июля 1942 года в деревне ад-Дур неподалёку от городка Тикрит — родины Саддама Хусейна, в семье торговца льдом. В 1963 году он был арестован с группой баасистов по обвинению в попытке государственного переворота и пробыл в тюрьме до 1967 года
Иззат ад-Дури принял активное участие в перевороте 1968 года, в результате которого партия «Баас» пришла к власти. Иззат ад-Дури и Таха Ясин Рамадан стали единственными участниками тех событий, которые выжили к моменту свержения партии «Баас» в 2003 году (остальные были казнены или умерли естественной смертью). Впоследствии занимал пост министра аграрной реформы. Его дочь Суха была замужем за сыном Саддама Хусейна — Удеем.

## Политическая деятельность

Иззат ад-Дури (слева) и Саддам Хусейн, 2000 г.

При Саддаме Хусейне — заместитель генерального секретаря (نائب أمين سر) иракского регионального руководства партии «Баас».
Иззат ад-Дури имел почётное звание генерал-лейтенанта, при этом не имея ни военного, ни какого-либо иного высшего образования. Вся его военная деятельность заключалась в том, что в высшем партийном руководстве он вёл вопросы военного строительства, что позволило ему установить доверительные отношения с высшим командным составом иракской армии, республиканской гвардии и сил безопасности.
Когда началась война в Персидском заливе газета «Нью-Йорк Таймс» процитировала слова ад-Дури, который пригрозил курдам, чтоб те в условиях войны не предпринимали каких-либо действий:"Если вы забыли Халабджу, я хотел бы напомнить Вам, что мы готовы повторить операцию".
На протяжении 1990-х годов Иззат представлял Ирак на арабских и мусульманских саммитах, поскольку Саддам Хусейн после 1990 года (год оккупации Кувейта) ни разу не покидал страны. Выступления малограмотного Иззата ад-Дури на арабских саммитах не отличались изысканным дипломатическим слогом. Его речи изобиловали крепкими выражениями и оскорблениями в адрес своих оппонентов. Так, на саммите Организации исламской конференции в Дохе (Катар) в начале марта 2003 года в пылу полемики Иззата обозвал главу кувейтской делегации шейха Мухаммеда ас-Сабаха «обезьяной» после того, как последний предложил Саддаму Хусейну добровольно покинуть Ирак, чтобы избежать его оккупации.

## В подполье

### Розыск
После падения Багдада в апреле 2003 года Иззат Ибрагим ад-Дури, как и многие другие соратники Саддама, скрылся. В списке 55-ти разыскиваемых американским командованием лидеров партии Баас значился на 6-м месте, а в знаменитой колоде игральных карт, выпущенной для солдат оккупационной армии (Иракская колода), был королём треф. В ноябре 2003 года командование оккупационных войск объявило вознаграждение за поимку Иззата в размере 10 млн долларов. С тех пор в прессе многократно появлялись сообщения то о пленении Иззата или «человека похожего» на него, то о его смерти (последний раз Иззат якобы умер 11 ноября 2005 года от лейкемии). Эти сообщения ни разу не были подтверждены. Командование коалиционных сил считало, что ад-Дури осуществлял руководство иракским сопротивлением и стоял за рядом вооружённых акций против американских войск в Ираке. С конца 90-х годов ад-Дури лечился от лейкемии (во время лечения в Австрии в 1999 году ему едва удалось избежать своего ареста) и был вынужден каждые 6 месяцев полностью обновлять свою кровь, поэтому коалиционным войскам представлялось весьма сомнительным, что он в состоянии руководить боевыми действиями против оккупационных войск.
27 марта 2006 года телеканал аль-Джазира воспроизвел аудиообращение Иззата Ибрагима к участникам саммита Лиги арабских государств в Хартуме. Свергнутый вице-президент призвал арабские страны оказать поддержку иракскому сопротивлению. 2 июля иракские власти обнародовали список 41 наиболее разыскиваемого преступника Ирака, который возглавлял Иззат Ибрагим. Список был отправлен в интерпол, но все попытки арестовать бывшего вице-президента были тщетны. В том же месяце ад-Дури дал письменное интервью журналу Time. В августе следующего года иракские власти опубликовали новый список разыскиваемых деятелей саддамовского режима. Его снова возглавил Иззат ад-Дури.

### Преемник Саддама
Бывший президент Ирака Саддам Хусейн был казнен по приговору иракского трибунала 30 декабря 2006 года. 17 января 2007 года на сайте иракского сопротивления albasrah.net было опубликовано факсимиле решения регионального руководства Баас, датированное «серединой января» об избрании Иззата ад-Дури генеральным секретарем (أمين سر) регионального руководства партии.
В октябре в Багдаде состоялось собрание ведущих баасистов. На нём было заявлено о создании единого фронта сопротивления из 22 боевых групп под командованием Иззата ад-Дури. Фронт получил название «Высшее командование джихада и освобождения». В июле следующего года на улицах иракской столицы появились листовки с обращением Иззата, в которых он заявлял, что «2008 год станет последним годом американского присутствия в Ираке». В последующие годы неоднократно заявлялось об плении или смерти Иззата.
Первые визуальные доказательства того, что он выжил всплыли 7 апреля 2012 года, когда его часовое видеообращение было размещено в Интернете, в котором выражалось осуждение багдадского шиитского правительства. Личный советник премьер-министра Малики Али аль-Муссави заявил, что видео является пропагандой, но он сомневался, что Иззат ад-Дури всё ещё в Ираке, поскольку ему необходима обширная медицинская помощь по целому ряду заболеваний.
Якобы принимал активное (но до конца невыясненное) участие в становлении террористической организации Исламское государство.
Долгое время его местонахождение оставалось неизвестным. 17 апреля 2015 года появились сообщения о гибели Иззата ад-Дури при захвате иракскими войсками города Тикрита, но командованием баасистов факт его гибели был опровергнут.
Скончался 26 октября 2020 года от лейкемии.